# M12自走砲
M12型155公釐機動火砲載具（英語：155 mm Gun Motor Carriage M12）是美國於第二次世界大戰中研發的一款自走砲。该自行火炮使用一門從法軍「155公釐GPF火砲」發展而來的155釐米榴彈砲。

## 發展
發展M12的想法於1941年首次被提出，並於1942年上半年進行建造與測試。陸軍地面部隊（Army Ground Force）最初以沒有需要為理由拒絕了這項設計，但在陸軍火砲委員會（Artillery Board）表明支持軍備部後，軍備部核准並建造了100輛M12。這些M12被用作訓練用途。

## 概述
M12是以M3李戰車的底盤為基礎建造的。它有一個有裝甲保護的駕駛室，內部除了駕駛還有車長。然而火炮操作員就沒有那麼多保護了，他們的位置位於車體後方的開頂戰鬥室。引擎被移置車體中央的位置，而大部分的M12都使用了M4轉向架，它裝有一個軌跡轉向滾輪。依據庫存的狀況，M12可能使用三種不同的155公釐火炮，分別是M1917型、M1917A1型或是M1918M1型155公釐火炮。三種火炮都源自於法軍於第一次世界大戰中使用的155公釐GPF火炮。有限的儲存空間使的M12一次只能攜帶10枚彈藥及裝藥。
M12後方類似於推土機推鏟的抓地鏟，其功用是為了吸收後座力。這樣的設計—一門巨大的火炮安裝於一輛戰車底盤後方的開放式空間上，後方還有一具抓地鏟—被後來許多重型自走砲採用。

### 製造
只有100輛M12被生產出來，1942年製造了60輛，餘下的40輛在1943年建造完畢。

## 衍生車種

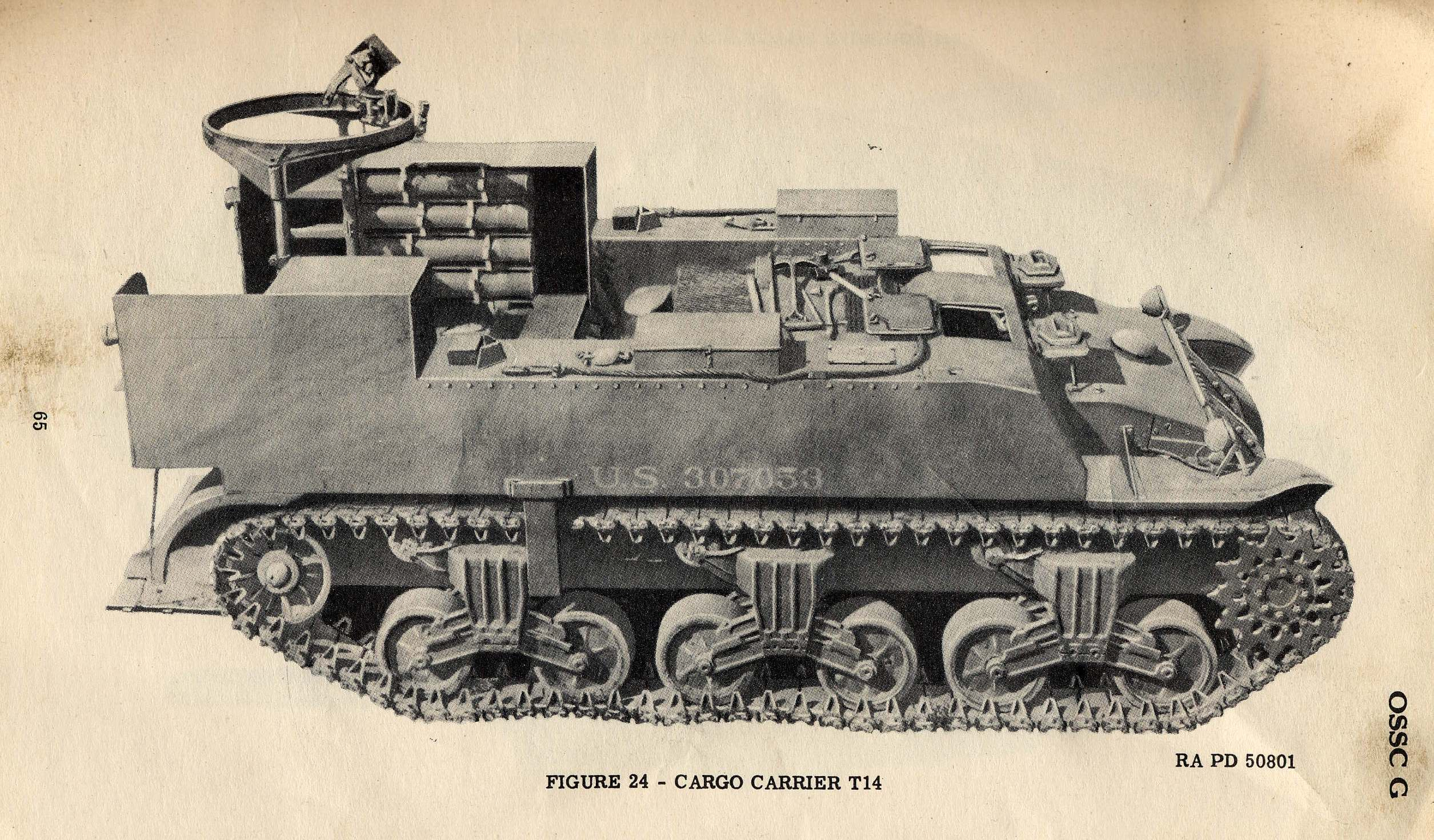
T14/M30 彈藥運輸車

由於M12所能攜帶的彈藥量實在太過有限，军备部在M12的基礎上研发生产了M30彈藥運輸車以來運送乘員組和彈藥。
除了一門巨大的155公釐火炮以及抓地鏟外，M30與M12看起來是一模一樣的。M30可以攜帶40發彈藥，並裝備一挺M2白朗寧重機槍。
在使用狀況許可的情況下，M12及M30一般會成對作戰。

## 使用概況
1943年時，M12主要用作訓練用途或是被儲藏起來。在諾曼第登陸前夕，有74輛M12被翻修以為入侵行動做準備。這些M12在西北部歐洲的戰役中取得了不錯的戰果。即便原先是被設計來提供間接火力支援，然而有時在攻擊加固防禦工事時，M12也會被用做直射火力以掃除障礙，例如在對齊格菲防線的聯合攻勢中，M12的155公釐火炮便以其於2000碼（約1830公尺）外一炮擊穿7英呎（213.36公分）厚的水泥掩體的優秀能力獲得了「破門者」（The Doorknocker）的綽號。
1945年，在歐洲戰損的M12開始由M40自走砲進行補充，M40是一種於戰爭晚期在M4雪曼戰車的底盤基礎上開發而來的自走砲。戰後，剩餘的M12被除役，並被M40代替。

## 現存的M12

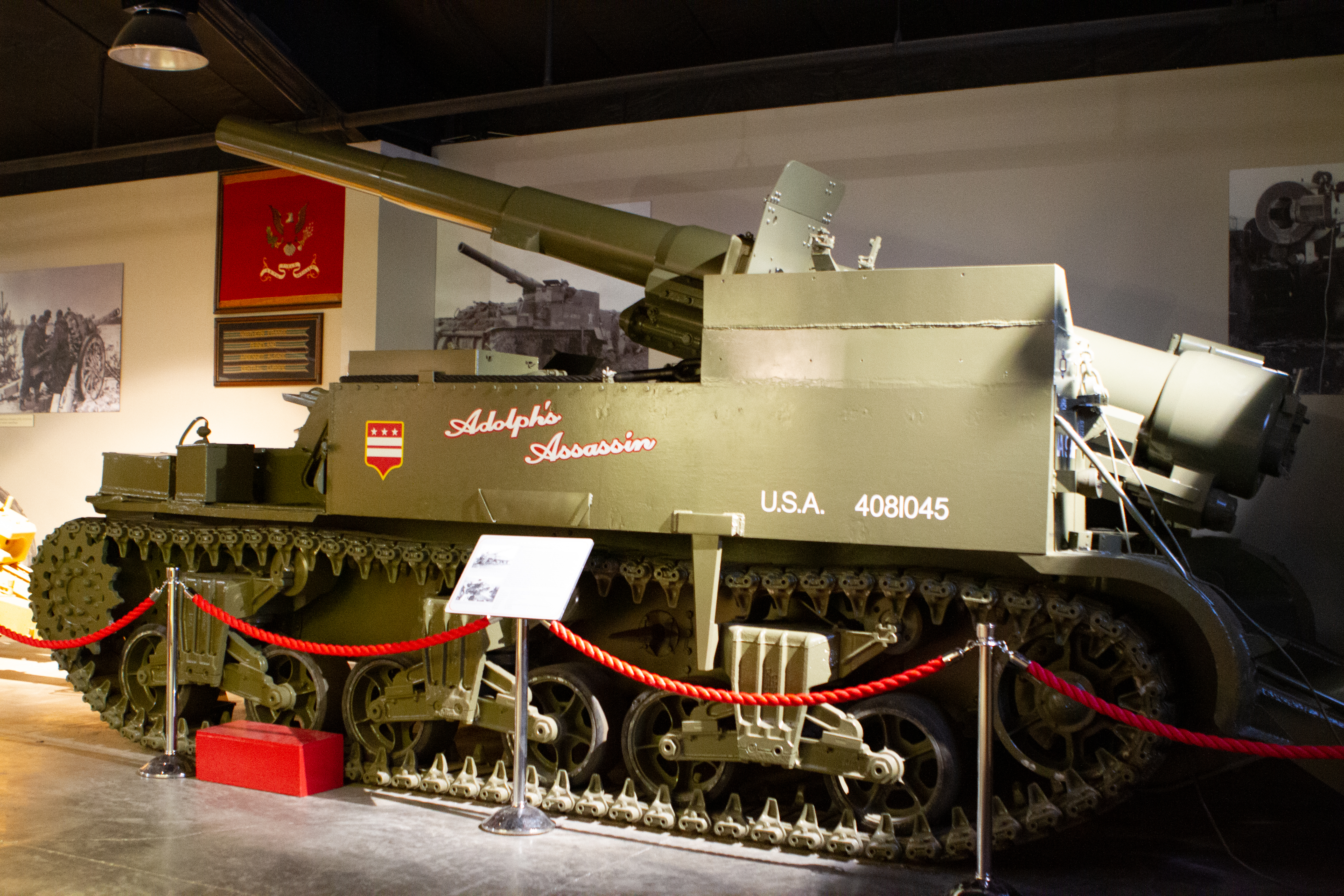
現存於博物館的M12自走砲

世界上唯一倖存的M12自走砲目前保存在錫爾堡博物館進行永久展示。它原先被收藏在馬里蘭州亞伯丁的美國陸軍軍備博物館中，直到2010年11月被運送到現址為止。

### 註記
1. 1 2  Doyle, David. . Schiffer Publishing,Ltd. 2017: 5. ISBN 9780764354021 （英语）.